# Tituskirche (Hannover)

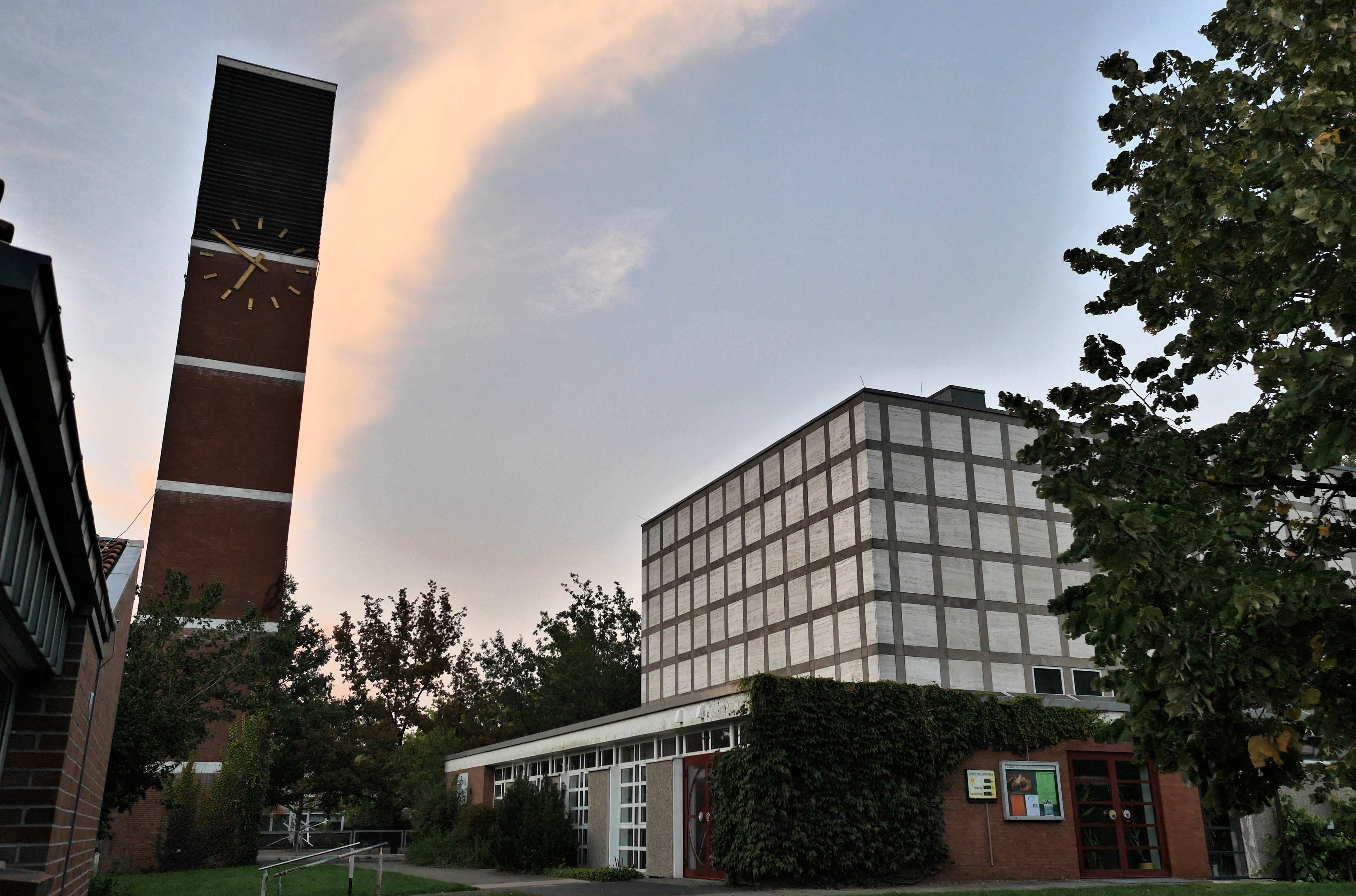
Tituskirche

Die Tituskirche ist eine evangelisch-lutherische Kirche im hannoverschen Stadtteil Vahrenheide.

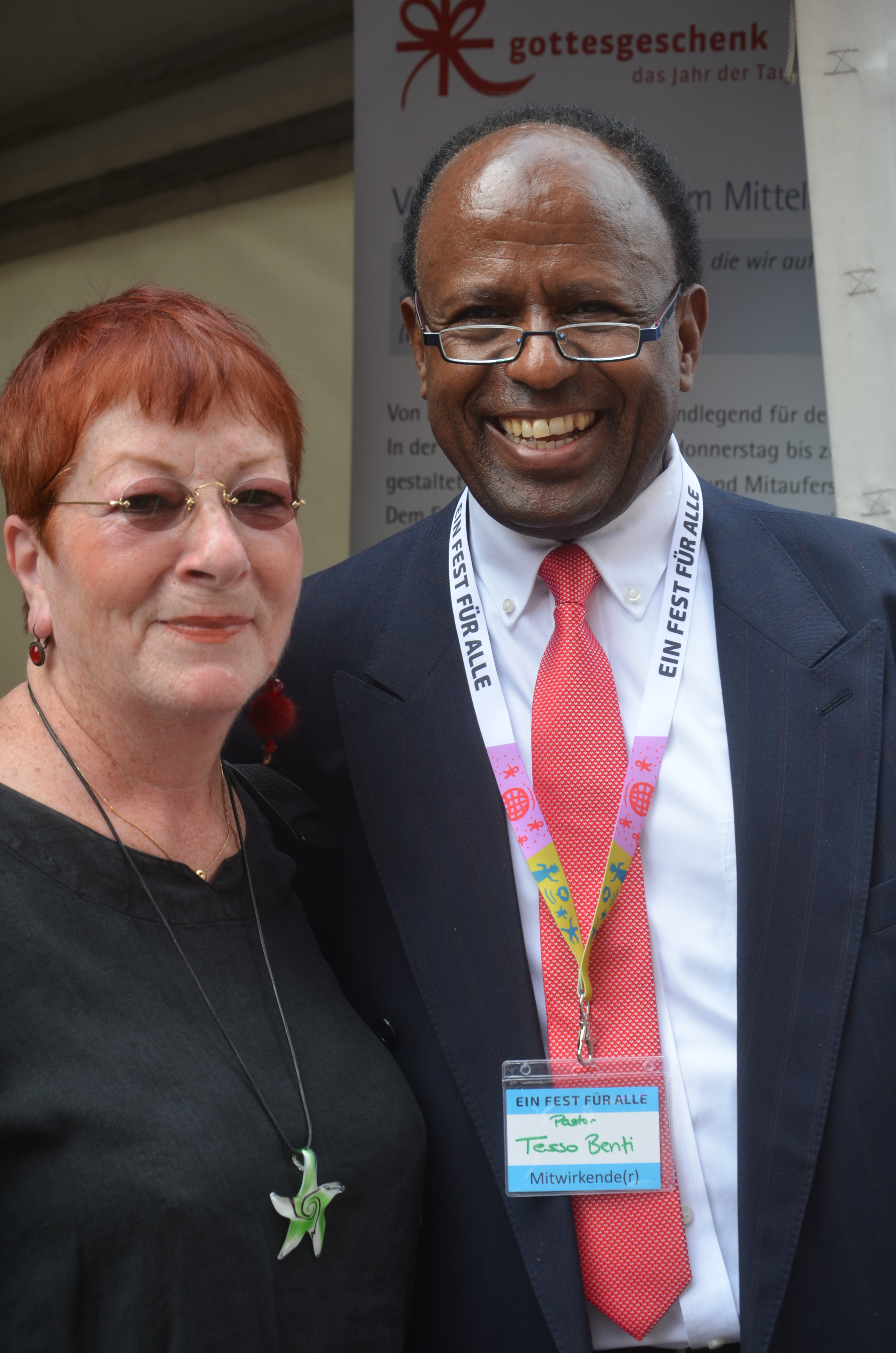
Pastor Ujulu Tesso Benti mit Ilse Paul am Reformationsjubiläum 2017

## Geschichte und Beschreibung
Die Kirche wurde von 1961 bis 1964 nach Plänen von Ernst-Otto Rossbach und Hans-Hermann Priesemann in der Weimarer Allee 60 errichtet und sollte die Epiphaniaskirche ergänzen. Es handelt sich um eine moderne Basilika im Backsteinbau. Dadurch hebt sich die Kirche auch zusammen mit der flachen Bauweise nicht maßgeblich von den umliegenden Wohnhäusern ab. Der Kirchturm ist freistehend und hat eine quaderförmige Struktur mit quadratischem Grundriss und Flachdach. 
Das Fensterband im Inneren wurde von Ernst Günter Hansing entworfen. Das Altarkreuz und vier Leuchter stammen von Heinz Heiber. Die Kirche ist mit einem Blockheizkraftwerk und einer Photovoltaikanlage ausgestattet und produziert ihren Strom somit selbst.